# الألعاب البارالمبية الصيفية 2000
الألعاب البارالمبية الصيفية 2000 هي النسخة الخامسة من الألعاب البارالمبية بدأت في 18 أكتوبر وانتهت في 29 أكتوبر 2000 في سيدني، أستراليا بعد نجاح عرض المدينة في الحصول على شرف استضافة الألعاب البارلمبية والألعاب الأولمبية، شارك 3881 رياضي في منافسات هذه النسخة ومن 121 دولة. احتلت أستراليا الصدارة في ترتيب الميداليات بعد فوزها ب63 ميدالية ذهبية.